# Lorenzo Baldissera Tiepolo

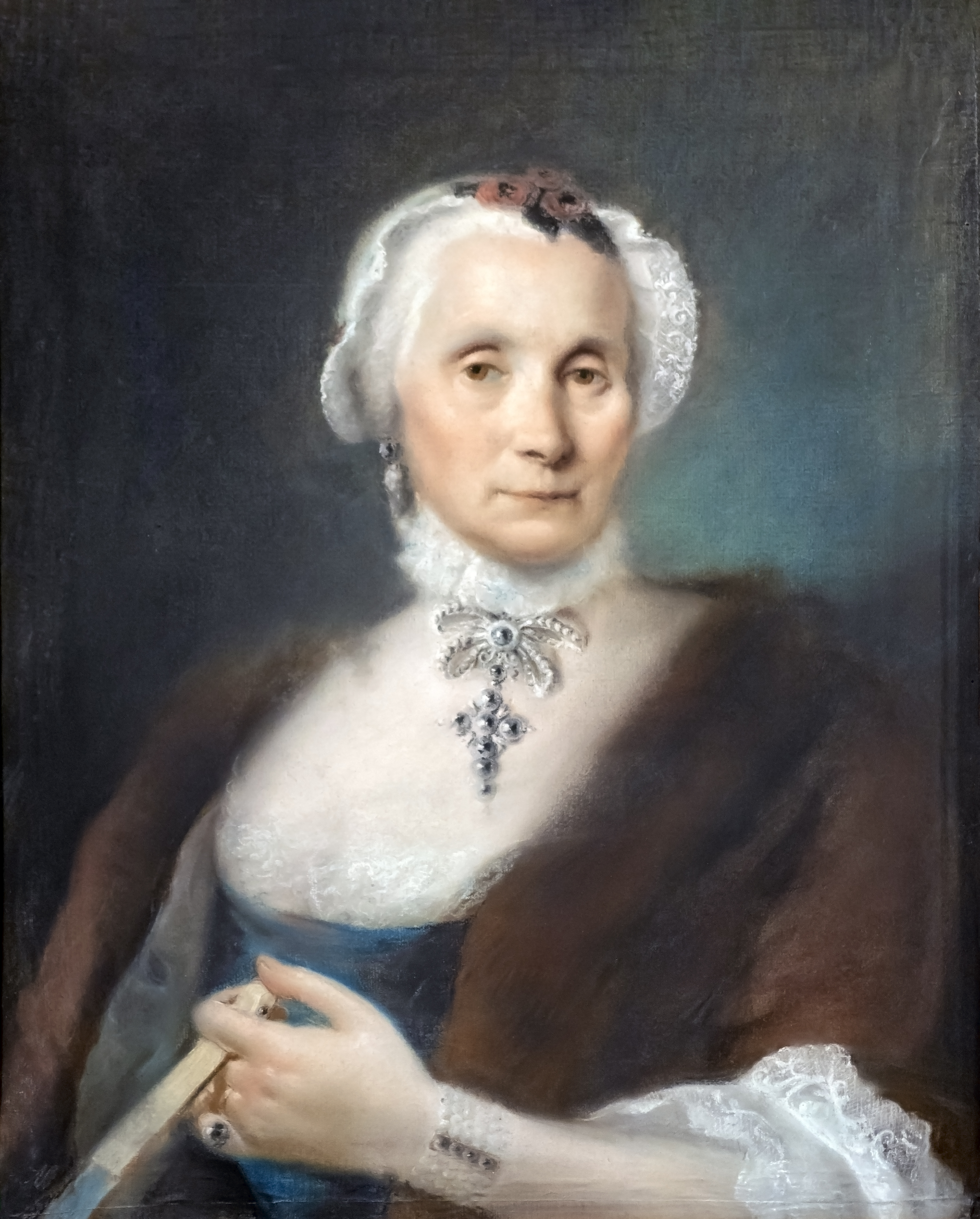
Portret Cecylii Guardi, matki artysty (1757)

Lorenzo Baldissera Tiepolo lub Lorenzo Tiepolo (ur. 8 sierpnia 1736 w Wenecji, zm. 2 maja 1776 w Somosaguas) – włoski malarz i grafik okresu rokoka, syn Giovanniego Battisty Tiepola.
W latach 1751–53 z ojcem i bratem Giovannim Domenikiem przebywał w  Würzburgu, gdzie współpracował z nimi malując monumentalne freski w rezydencji biskupiej. W 1762 r. na zaproszenie króla Karola III wraz z ojcem i bratem wyjechał do Hiszpanii, gdzie brał udział w dekoracji Sali Tronowej i Sali Halabardników w nowym Pałacu Królewskim w Madrycie. W 1773  poślubił Marię Lorenzo Corradi, córkę bogatego kupca z Genui. W tym samym roku został mianowany honorowym członkiem Akademii Malarstwa i Rzeźby w Wenecji. Zmarł w wieku 40 lat w Somosaguas na przedmieściach Madrytu, gdzie został pochowany w parafii Świętej Marii Magdaleny.
Przez długi czas uważany był jedynie za asystenta swojego ojca i miernego imitatora jego stylu. Dopiero w XX w. doceniono jego talent i artystyczną spuściznę, głównie portrety i pastelowe sceny przedstawiające święta ludowe.

## Wybrane dzieła
- Dziewczyna z papugą (1762), Prado, Madryt
- Dziewczyna w futrze lub Alegoria Zimy (1762), Prado, Madryt
- Elegancka para z Madrytu (ok. 1770), Palacio Real, Madryt
- Filozof (1757), Mainfränkisches Museum, Würzburg
- Mężczyzna z książką, Museum of Art, Baltimore
- Portret  księcia Xaviera de Burbona (1763), Prado, Madryt
- Portret Cecylii Guardi, matki artysty (1757), Ca’ Rezzonico, Wenecja
- Portret Don Carlosa de Burbona, księcia Asturii (1763, Prado, Madryt
- Portret Infanta Marii Josefa de Burbona (1763), Prado, Madryt
- Portret infantki Marii Luizy Burbon (1763), Prado, Madryt
- Portret mężczyzny w czerwonej kurtce, Ca’ Rezzonico, Wenecja
- Sen św. Józefa, Prado, Madryt
- Sprzedawca lemoniady, Palacio Real, Madryt